# هلنوس
هلنوس (به یونانی: Ἕλενος) در اسطوره‌های یونان، پسر پریاموس و هکابه است.
قدرت پیشگویی داشت. در جنگ تروا در کنار تروایی‌ها جنگید. اما چون پس از مرگ پاریس، هلنه را به او ندادند تروا را ترک کرد و به یونانیان پیوست و با پیشگویی‌هایش آن‌ها را یاری داد.

## در ایلیاد هومر
پسر شاه پریام و ملکه هکوبا و برادر دوقلوی شاهزاده خانم تروا و نبی خانم کاساندرا، قهرمان تروا هلنوس نقش فعالی در سقوط تروا داشت. هلنوس توسط خواهرش کاساندرا یادگرفته بود که چگونه پیشگویی کند، اما برخلاف او، مردم به هلنوس گوش دادند و او را باور کردند. در طول درگیری هلنوس شجاعانه در کنار برادرش هکتور جنگید و به عقب راندن یونانی‌ها از دشت‌های تروا کمک کرد. او همچنین در حمله تروا به اردوگاه و کشتی‌های یونانی که منجر به مرگ پاتروکلوس و بازگشت آشیل شد، شرکت کرد.
پس از مرگ پاریس، هلنوس با برادرش، قهرمان تروا، دیفوبوس، برای به‌دست آوردن دست هلن که در نهایت به دیفوبوس داده شد، رقابت کرد. هلنوس که به شدت ناامید شده بود، تروا را ترک کرد و توسط یونانیان اسیر شد. هلنوس از موهبت پیشگویی خود استفاده کرد تا به یونانیان اطلاع دهد که چه شرایطی را باید پیش از تصرف تروا انجام دهند. هلنوس پس از جنگ، پسر آشیل، نئوپوتلموس را که آندروماخه همسر قهرمان تروا هکتور را به عنوان اسیر خود برده بود، به اپیروس در غرب یونان همراهی کرد. پس از مرگ نئوپوتلموس، هلنوس با آندروماخه ازدواج کرد و پادشاه شد. بعداً آئنیاس که در مورد تأسیس روم به او مشاوره داد از او دیدن کرد.